# 福寧君
福寧君（ふくねいくん、プクニョングン、복녕군、崇禎12年（1639年） - 康熙9年10月15日（1670年11月27日））は、李氏朝鮮中期の王族。本名は李栯（イ・ユ、이유）。麟坪大君と福川府夫人呉氏の長男である。血統からいえば嫡長子なので、承襲者としての恩恵を受けることができた。昭顕世子や孝宗とは親密な間柄で粛宗期には三福とよばれ、政治的大きな影響を及ぼして、謀逆の疑惑などを潜り抜け、王族の身位を保持した。32歳で死去したが、国王と親しい間柄であったので、葬儀は盛大に執り行われた。党派は南人で実際には兄弟2人が処刑されている。ちなみに直系6世孫に興宣大院君がおり、それ以降の血統は李王家王統につながる。また7世孫高宗からは孝献の諡号を追尊された。

## 生涯

### 出生と家系
1639年（仁祖17年）に麟坪大君と福川府夫人呉氏の長男として出生した。家系は仁祖と仁烈王后の三男の麟坪大君を父に持ち、母は右議政呉端の次女である。ちなみに六世の孫には興宣大院君、七世の孫には高宗がいる。それ以降は王統となるが、大院君までの子孫達はかなりの苦労を強いられ福寧君が早く夭折し、王族は多数存在するために栄転することはなかった。とはいえ福寧君は当時の王統には近い間柄なので国王達と親密であった。それがために実弟は処刑されるなどで不遇な生活を送っていた。

### 璿派人時代
親しかった叔父の孝宗の即位後1651年（孝宗2年）旧暦6月20日に福寧君に封爵される。1655年（孝宗4年）旧暦4月22日に璿派人(王族)に模試を行わせそれに及第した。それによって1662年（顕宗3年）旧暦2月14日に昭徳大夫となる。明聖王后が温陽温泉へ行く際も同行した。しかし、1670年（顕宗11年）旧暦10月15日福寧君は32歳で死去してしまう。福寧君が死去したことを聞いた顕宗は必要な物品は全て用意され葬儀を執り行った。当時は西人が政治を主導していたために、批判の上奏が寄せられた。ちなみに死後、実弟3人は福寧君の権限を受け継いで西人と勢力闘争するが1680年（粛宗6年）西人側の要求により福昌君を除く2人は処刑されてしまう。1864年（高宗元年）旧暦7月9日に七世孫高宗より諡号の孝献を追尊された。

## 家系
- 祖父 仁祖(인조)　李倧(이종)　1595年 - 1649年
- 父 麟坪大君(인평대군)　李㴭(이요)　1622年 - 1658年 -- 仁祖の三男
- 母 福川府夫人呉氏(복천부부인오씨)
  - 弟 福昌君(복창군)　李楨(이정)　1641年 - 1680年
  - 弟 福善君(복선군)　李枏(이남)　? - 1680年
  - 弟 福平君(복평군)　李㮒(이연)　? - 1680年
- 正妻 郡夫人陽川許氏(군부인양천허씨) -- 持平許悦の娘
- 長男 陽原君(양원군)　李煥(이환)　? - ?
- 次男 義原君(의원군)　李爀(이혁)　1661年 - 1722年
  - 六世孫 興宣大院君(흥선대원군)　李昰応(이하응)　1820年 - 1898年
    - 七世孫 高宗 李㷩(이형)　1852年 - 1919年